# Boys Like You
"Boys Like You" é uma canção do cantor norte-americano Who Is Fancy que conta com a participação das artistas musicais compatriotas Meghan Trainor e Ariana Grande. O seu lançamento como single ocorreu digitalmente em 23 de novembro de 2015.

## Antecedentes e lançamento
Em 10 de novembro de 2015, Ariana Grande publicou um trecho de "Boys Like You" em sua conta na plataforma Twitter. Nos dias que antecederam o lançamento do single, os três artistas compartilharam vários trechos da canção nas redes sociais. A canção foi oficialmente lançada em 23 de novembro de 2015 e enviada para as estações de rádio em dezembro.

## Composição
"Boys Like You" é um "balançante" número de música pop e doo-wop que liricamente exibe o trio de intérpretes em busca do homem de seus sonhos.

## Apresentações ao vivo
Who Is Fancy apresentou a canção sozinho diversas vezes enquanto estava atuando como ato de abertura da The Honeymoon Tour, turnê mundial de Grande. O trio apresentou a canção no final da vigésima primeira temporada de Dancing with the Stars em 24 de novembro de 2015.

## Faixas e formatos
- Download digital[6]

1. "Boys Like You" (com a participação de Meghan Trainor e Ariana Grande) — 3:14

## Desempenho nas tabelas musicais

### Posições
| Tabela musical (2015–16)                                  | Melhor posição |
| --------------------------------------------------------- | -------------- |
| Estados Unidos (Billboard Bubbling Under Hot 100 Singles) | 18             |
| Nova Zelândia (Recorded Music NZ)                         | 26             |
| Países Baixos (Single Top 100)                            | 89             |
| República Checa (Singles Digitál Top 100)                 | 84             |